# Nisís Metópi
Nisís Metópi är en ö i Grekland.   Den ligger i prefekturen Nomós Attikís och regionen Attika, i den sydöstra delen av landet, 40 km sydväst om huvudstaden Aten. Arean är 0,39 kvadratkilometer.
Terrängen på Nisís Metópi är platt. Den sträcker sig 0,7 kilometer i nord-sydlig riktning, och 1,1 kilometer i öst-västlig riktning.